# Mistrzostwa Polski w Skokach Narciarskich 1991
66. Mistrzostwa Polski w Skokach Narciarskich – zawody o mistrzostwo Polski w skokach narciarskich, które odbyły się w dniach 3-20 lutego 1991 roku na skoczni Skalite w Szczyrku i Wielkiej Krokwi w Zakopanem.
W konkursie indywidualnym na skoczni normalnej zwyciężył Jan Kowal, srebrny medal zdobył Bogdan Papierz, a brązowy – Alojzy Moskal. Na dużym obiekcie najlepszy okazał się Kowal przed Zbigniewem Klimowskim i Moskalem.
Konkurs drużynowy na normalnej skoczni wygrał zespół WKS Zakopane w składzie: Bartłomiej Gąsienica-Sieczka, Jarosław Mądry, Zbigniew Klimowski i Jan Kowal.

## Wyniki

### Konkurs indywidualny na dużej skoczni (Zakopane, 03.02.1991)
| Miejsce | Zawodnik           | Klub                  | Skok 1 | Skok 2 | Punkty |
| ------- | ------------------ | --------------------- | ------ | ------ | ------ |
| 1.      | Jan Kowal          | WKS Zakopane          | 109,5  | 110,0  | 204,5  |
| 2.      | Zbigniew Klimowski | WKS Zakopane          | 103,5  | 99,0   | 182,2  |
| 3.      | Alojzy Moskal      | LKS Skrzyczne Szczyrk | 105,0  | 101,0  | 181,1  |
| 4.      | Jarosław Mądry     | WKS Zakopane          | 104,5  | 99,5   | 173,4  |
| 5.      | Bogdan Papierz     | TS Wisła Zakopane     | 102,5  | 94,0   | 162,8  |
| 6.      | Stanisław Kułach   | TS Wisła Zakopane     | 94,5   | 93,5   | 141,0  |

### Konkurs indywidualny na normalnej skoczni (Szczyrk, 19.02.1991)
| Miejsce | Zawodnik           | Klub                  | Skok 1 | Skok 2 | Punkty |
| ------- | ------------------ | --------------------- | ------ | ------ | ------ |
| 1.      | Jan Kowal          | WKS Zakopane          | 83,5   | 81,5   | 212,5  |
| 2.      | Bogdan Papierz     | TS Wisła Zakopane     | 81,5   | 82,0   | 211,6  |
| 3.      | Alojzy Moskal      | LKS Skrzyczne Szczyrk | 79,0   | 78,0   | 201,2  |
| 4.      | Zbigniew Klimowski | WKS Zakopane          | 77,5   | 81,5   | 191,4  |
| 5.      | Jarosław Mądry     | WKS Zakopane          | 77,5   | 74,0   | 180,9  |
| 6.      | Robert Mateja      | TS Wisła Zakopane     | 77,0   | 71,5   | 173,1  |
| 7.      | Andrzej Młynarczyk | TS Wisła Zakopane     | 74,5   | 74,5   | 171,9  |
| 8.      | Stanisław Ustupski | TS Wisła Zakopane     | 78,0   | 68,5   | 170,4  |

W konkursie wzięło udział 44 zawodników.

### Konkurs drużynowy na normalnej skoczni (Szczyrk, 20.02.1991)
| Miejsce | Klub                  | Zawodnik                     | Nota zespołu |
| ------- | --------------------- | ---------------------------- | ------------ |
| 1.      | WKS Zakopane I        | Bartłomiej Gąsienica-Sieczka | 538,6        |
| 1.      | WKS Zakopane I        | Jarosław Mądry               | 538,6        |
| 1.      | WKS Zakopane I        | Zbigniew Klimowski           | 538,6        |
| 1.      | WKS Zakopane I        | Jan Kowal                    | 538,6        |
| 2.      | TS Wisła Zakopane I   | Andrzej Młynarczyk           | 525,0        |
| 2.      | TS Wisła Zakopane I   | Robert Mateja                | 525,0        |
| 2.      | TS Wisła Zakopane I   | Stanisław Ustupski           | 525,0        |
| 2.      | TS Wisła Zakopane I   | Bogdan Papierz               | 525,0        |
| 3.      | LKS Skrzyczne Szczyrk | Wacław Przybyła              | 482,1        |
| 3.      | LKS Skrzyczne Szczyrk | Marek Tucznio                | 482,1        |
| 3.      | LKS Skrzyczne Szczyrk | Andrzej Malik                | 482,1        |
| 3.      | LKS Skrzyczne Szczyrk | Alojzy Moskal                | 482,1        |
| 4.      | TS Wisła Zakopane II  | Stanisław Styrczula          | 437,0        |
| 4.      | TS Wisła Zakopane II  | Kazimierz Nędza              | 437,0        |
| 4.      | TS Wisła Zakopane II  | Stanisław Kułach             | 437,0        |
| 4.      | TS Wisła Zakopane II  | Roman Groński                | 437,0        |
| 5.      | WKS Zakopane II       | Kazimierz Gąsienica          | 284,1        |
| 5.      | WKS Zakopane II       | Andrzej Ogórek               | 284,1        |
| 5.      | WKS Zakopane II       | Janusz Nowak                 | 284,1        |
| 5.      | WKS Zakopane II       | Adam Kudzia                  | 284,1        |
| 6.      | BBTS Bielsko-Biała    | Jarosław Kargul              | 233,6        |
| 6.      | BBTS Bielsko-Biała    | Marek Bistyga                | 233,6        |
| 6.      | BBTS Bielsko-Biała    | Robert Loranc                | 233,6        |
| 6.      | BBTS Bielsko-Biała    | b.d.                         | 233,6        |

W konkursie wzięło udział 9 zespołów.